# 迪尔绍德别克·巴拉托夫
迪尔绍德别克·巴拉托夫（1997年6月14日—），乌兹别克斯坦男子柔道运动员，2021年世界军人柔道锦标赛男子60公斤级金牌得主、2023年世界柔道锦标赛男子60公斤级银牌得主。